# Tellervo jobinus
Tellervo jobinus är en fjärilsart som beskrevs av Hans Fruhstorfer 1911. Tellervo jobinus ingår i släktet Tellervo och familjen praktfjärilar. Inga underarter finns listade i Catalogue of Life.